# Атакаменьо
Атакаменьо, атакама или ликан-антай са наименования на коренното население на северните части на Чили, Южно Перу, Северозападна Аржентина и Южна Боливия, обитаващо западните склонове на Андите и пустинята Атакама. Говорели са езика кунса (ликанантай), изчезнал в средата на XX век. Днес атакаменьо говорят само испански. Общата численост на този народ днес е около 2000 души (W. Adelaar).
По начин на живот древните атакаменьо са номади — ловци, които следвали стадата животни. Впоследствие започват да се занимават и със селско стопанство и да водят полууседнал начин на живот със сезонни ловни миграции.
В периода около 2000 – 1000 г. пр.н.е. атакаменьо преминават напълно към уседналост. През този етап на развитието им икономиката им се основава на развъждането на лами и отглеждане на царевица.
В периода между 400 г. пр.н.е. – 100 г. селското им стопанство бележи връх в своето развитие, основно в оазисите Ласана, Чиу Чиу, Калама, Сан Педро де Атакама, Пейне, Тиломонте и Токонао.
Предполага се, че атакаменьо са построили града Тастил на територията на съвременна Аржентина, но в ХV век, когато културата им е в разцвет, градът е завладян от инките, а населението му е преселено в други райони. Атакаменьо водят няколко войни с инките и толтеките, но губят срещу съюзените сили на агресорите и са подложени на анихилация. Атакаменьо се изселват от град Тастил и се заселват в околните села – Ласана, Чиу, Сан Педро, Сан Кристобал
В наши дни атакаменьо живеят в няколко неголеми поселища в северните райони на Чили – Валпарайсо, Икике, Сан Хуан де Тристаачертиньо.